# Bracon longicanaliculatus
Bracon longicanaliculatus är en stekelart som beskrevs av Cameron 1911. Bracon longicanaliculatus ingår i släktet Bracon och familjen bracksteklar. Inga underarter finns listade.